# فريدريش جوزيف هاسي
فريدريش جوزيف هاسي (بالألمانية: Friedrich Haase)‏ هو أستاذ جامعي ألماني، ولد في 4 يناير 1808 في ماغديبورغ في ألمانيا، وتوفي في 16 أغسطس 1867 في فروتسواف في بولندا بسبب حمى نمشية.